# 1. Kongresswahlbezirk von Iowa
Der 1. Kongresswahlbezirk von Iowa ist ein Kongresswahlbezirk im nordöstlichen Teil des US-Bundesstaates Iowa. Er wird seit 2021 von der republikanischen Abgeordneten Ashley Hinson vertreten.

## Citys im Wahlbezirk
- Cedar Rapids
- Cedar Falls
- Dubuque
- Epworth
- Grinnell
- Marshalltown
- Mount Vernon
- Peosta
- Waterloo
- Guttenberg
- Decorah
- Manchester

## Neueinteilung
Die Iowa General Assembly verabschiedete am 22. Juni 2001 eine neue Wahlkreiseinteilung, die erstmals bei der Wahl zum 108. Kongress der Vereinigten Staaten im Jahr 2002 gültig war und die von 1992 bis 2001 geltende Wahlkreiseinteilung ersetzte.

## Landesweite Wahlgänge seit 2000
| Ergebnisse der Präsidentschaftswahlen | Ergebnisse der Präsidentschaftswahlen |
| Jahr                                  | Ergebnis                              |
| ------------------------------------- | ------------------------------------- |
| 2000                                  | Gore 52 % – Bush 45 %                 |
| 2004                                  | Kerry 53 % – Bush 46 %                |
| 2008                                  | Obama 58 % – McCain 41 %              |
| 2012                                  | Obama 56 % – Romney 43 %              |
| 2016                                  | Trump 49 % – Clinton 45 %             |
| 2020                                  | Trump 50,8 % – Biden 47,4 %           |

## Liste der Representatives
| Representative            | Partei                    | Amtszeit                        | Anmerkung                                                                    |
| ------------------------- | ------------------------- | ------------------------------- | ---------------------------------------------------------------------------- |
| Distrikt wurde geschaffen | Distrikt wurde geschaffen | 4. März 1847                    |                                                                              |
| William Thompson          | Demokrat                  | 4. März 1847– 29. Juni 1850     | Sitz wurde vakant erklärt                                                    |
| Vakanz                    | Vakanz                    | 29. Juni 1850–20. Dezember 1850 |                                                                              |
| Daniel F. Miller          | Whig                      | 20. Dezember–3. März 1851       |                                                                              |
| Bernhart Henn             | Demokrat                  | 4. März 1851–3. März 1855       |                                                                              |
| Augustus Hall             | Demokrat                  | 4. März 1855–3. März 1857       |                                                                              |
| Samuel Curtis             | Republikaner              | 4. März 1857–4. August 1861     | Rücktritt, um im Sezessionskrieg zu kämpfen.                                 |
| Vakanz                    | Vakanz                    | 4. August 1861–8. Oktober 1861  |                                                                              |
| James F. Wilson           | Republikaner              | 8. Oktober 1861–3. März 1869    |                                                                              |
| George W. McCrary         | Republikaner              | 4. März 1869–3. März 1877       |                                                                              |
| Joseph C. Stone           | Republikaner              | 4. März 1877–3. März 1879       |                                                                              |
| Moses A. McCoid           | Republikaner              | 4. März 1879–3. März 1885       |                                                                              |
| Benton J. Hall            | Demokrat                  | 4. März 1885–3. März 1887       |                                                                              |
| John H. Gear              | Republikaner              | 4. März 1887–3. März 1891       |                                                                              |
| John J. Seerley           | Demokrat                  | 4. März 1891–3. März 1893       |                                                                              |
| John H. Gear              | Republikaner              | 4. März 1893–3. März 1895       |                                                                              |
| Samuel M. Clark           | Republikaner              | 4. März 1895–3. März 1899       |                                                                              |
| Thomas Hedge              | Republikaner              | 4. März 1899–3. März 1907       |                                                                              |
| Charles A. Kennedy        | Republikaner              | 4. März 1907–3. März 1921       |                                                                              |
| William F. Kopp           | Republikaner              | 4. März 1921–3. März 1933       |                                                                              |
| Edward C. Eicher          | Demokrat                  | 4. März 1933–2. Dezember 1938   | Rücktritt nach Ernennung zum Mitglied der Securities and Exchange Commission |
| Vakanz                    | Vakanz                    | 2. Dezember 1938–3. Januar 1939 |                                                                              |
| Thomas E. Martin          | Republikaner              | 3. Januar 1939–3. Januar 1955   |                                                                              |
| Fred Schwengel            | Republikaner              | 3. Januar 1955–3. Januar 1965   |                                                                              |
| John R. Schmidhauser      | Demokrat                  | 3. Januar 1965–3. Januar 1967   |                                                                              |
| Fred Schwengel            | Republikaner              | 3. Januar 1967–3. Januar 1973   |                                                                              |
| Edward Mezvinsky          | Demokrat                  | 3. Januar 1973–3. Januar 1977   |                                                                              |
| Jim Leach                 | Republikaner              | 3. Januar 1977–3. Januar 2003   | Redistricted zum 2. Kongresswahlbezirk                                       |
| Jim Nussle                | Republikaner              | 3. Januar 2003–3. Januar 2007   | Redistricted vom 2. Kongresswahlbezirk                                       |
| Bruce Braley              | Demokrat                  | 3. Januar 2007–3. Januar 2015   |                                                                              |
| Rod Blum                  | Republikaner              | 3. Januar 2015–3. Januar 2019   |                                                                              |
| Abby Finkenauer           | Demokratin                | 3. Januar 2019–3. Januar 2021   |                                                                              |
| Ashley Hinson             | Republikanerin            | 3. Januar 2021–                 | aktuelle Amtsinhaberin                                                       |

## Historische Wahlergebnisse
| Jahr | Parteizugehörigkeit | Gewinner             | Stimmenzahl | Parteizugehörigkeit | 1. Unterlegener      | Stimmenzahl | Stimmenverteilung in Prozent |
| ---- | ------------------- | -------------------- | ----------- | ------------------- | -------------------- | ----------- | ---------------------------- |
| 1920 | Republikaner        | William F. Kopp      | 38.100      | Demokrat            | E.W. McManus         | 20.977      | 64 % – 36 %                  |
| 1922 | Republikaner        | William F. Kopp      | 26.651      | Demokrat            | John M. Lindley      | 14.056      | 65 % – 34 %                  |
| 1924 | Republikaner        | William F. Kopp      | 42.711      | Demokrat            | James M. Bell        | 17.110      | 71 % – 29 %                  |
| 1926 | Republikaner        | William F. Kopp      | 27.358      | Demokrat            | James M. Bell        | 11.408      | 71 % – 29 %                  |
| 1928 | Republikaner        | William F. Kopp      | 45.806      | N/A                 | kein Gegenkandidat   | N/A         | 100 % – 0 %                  |
| 1930 | Republikaner        | William F. Kopp      | 27.053      | Demokrat            | Max A. Conrad        | 15.538      | 63 % – 36 %                  |
| 1932 | Demokrat            | Edward C. Eicher     | 55.378      | Republikaner        | William F. Kopp      | 46.738      | 54 % – 46 %                  |
| 1934 | Demokrat            | Edward C. Eicher     | 48.544      | Republikaner        | E. R. Hicklin        | 39.047      | 55 % – 44 %                  |
| 1936 | Demokrat            | Edward C. Eicher     | 55.721      | Republikaner        | John N. Calhoun      | 53.474      | 51 % – 49 %                  |
| 1938 | Republikaner        | Thomas E. Martin     | 46.636      | Demokrat            | James P. Gaffney     | 33.765      | 58 % – 42 %                  |
| 1940 | Republikaner        | Thomas E. Martin     | 70.120      | Demokrat            | Zoe S. Nabers        | 46.040      | 60 % – 40 %                  |
| 1942 | Republikaner        | Thomas E. Martin     | 55.139      | Demokrat            | Vern W. Nall         | 32.893      | 61 % – 37 %                  |
| 1944 | Republikaner        | Thomas E. Martin     | 72.729      | Demokrat            | Clair A. Williams    | 60.048      | 55 % – 45 %                  |
| 1946 | Republikaner        | Thomas E. Martin     | 52.488      | Demokrat            | Clair A. Williams    | 32.849      | 62 % – 38 %                  |
| 1948 | Republikaner        | Thomas E. Martin     | 70.959      | Demokrat            | James D. France      | 60.860      | 53 % – 46 %                  |
| 1950 | Republikaner        | Thomas E. Martin     | 70.058      | Demokrat            | James D. France      | 43.140      | 62 % – 38 %                  |
| 1952 | Republikaner        | Thomas E. Martin     | 105.526     | Demokrat            | Clair A. Williams    | 62.011      | 63 % – 37 %                  |
| 1954 | Republikaner        | Fred Schwengel       | 67.128      | Demokrat            | John O’Connor        | 50.577      | 57 % – 43 %                  |
| 1956 | Republikaner        | Fred Schwengel       | 94.223      | Demokrat            | Ronald O. Bramhall   | 68.287      | 58 % – 42 %                  |
| 1958 | Republikaner        | Fred Schwengel       | 59.577      | Demokrat            | Thomas J. Dailey     | 51.996      | 53 % – 47 %                  |
| 1960 | Republikaner        | Fred Schwengel       | 104.737     | Demokrat            | Walter J. Guenther   | 67.287      | 61 % – 39 %                  |
| 1962 | Republikaner        | Fred Schwengel       | 65.975      | Demokrat            | Harold Stephens      | 42.000      | 61 % – 39 %                  |
| 1964 | Demokrat            | John R. Schmidhauser | 84.042      | Republikaner        | Fred Schwengel       | 80.697      | 51 % – 49 %                  |
| 1966 | Republikaner        | Fred Schwengel       | 64.795      | Demokrat            | John R. Schmidhauser | 60.534      | 51 % – 48 %                  |
| 1968 | Republikaner        | Fred Schwengel       | 91.419      | Demokrat            | John R. Schmidhauser | 81.049      | 53 % – 47 %                  |
| 1970 | Republikaner        | Fred Schwengel       | 60.270      | Demokrat            | Edward Mezvinsky     | 59.505      | 50 % – 49 %                  |
| 1972 | Demokrat            | Edward Mezvinsky     | 107.099     | Republikaner        | Fred Schwengel       | 91.609      | 53 % – 46 %                  |
| 1974 | Demokrat            | Edward Mezvinsky     | 75.687      | Republikaner        | Jim Leach            | 63.540      | 54 % – 46 %                  |
| 1976 | Republikaner        | Jim Leach            | 109.694     | Demokrat            | Edward Mezvinsky     | 101.024     | 52 % – 48 %                  |
| 1978 | Republikaner        | Jim Leach            | 79.940      | Demokrat            | Richard E. Meyers    | 45.037      | 63 % – 36 %                  |
| 1980 | Republikaner        | Jim Leach            | 133.349     | Demokrat            | Jim Larew            | 72.602      | 64 % – 35 %                  |
| 1982 | Republikaner        | Jim Leach            | 89.595      | Demokrat            | Bill Gluba           | 61.734      | 59 % – 41 %                  |
| 1984 | Republikaner        | Jim Leach            | 131.182     | Demokrat            | Kevin Ready          | 65.293      | 68 % – 33 %                  |
| 1986 | Republikaner        | Jim Leach            | 86.834      | Demokrat            | John R. Whitaker     | 43.985      | 66 % – 34 %                  |
| 1988 | Republikaner        | Jim Leach            | 112.746     | Demokrat            | Bill Gluba           | 71.280      | 61 % – 38 %                  |
| 1990 | Republikaner        | Jim Leach            | 90.042      | Sonstige            | Sonstige             | 151         | 99 % – 1 %                   |
| 1992 | Republikaner        | Jim Leach            | 178.042     | Demokrat            | Jan J. Zonneveld     | 81.600      | 68 % – 31 %                  |
| 1994 | Republikaner        | Jim Leach            | 110.448     | Demokrat            | Glen Winekauf        | 69.461      | 60 % – 38 %                  |
| 1996 | Republikaner        | Jim Leach            | 129.242     | Demokrat            | Bob Rush             | 111.595     | 53 % – 46 %                  |
| 1998 | Republikaner        | Jim Leach            | 106.419     | Demokrat            | Bob Rush             | 79.529      | 57 % – 42 %                  |
| 2000 | Republikaner        | Jim Leach            | 164.972     | Demokrat            | Bob Simpson          | 96.283      | 62 % – 36 %                  |
| 2002 | Republikaner        | Jim Nussle           | 112.280     | Demokrat            | Ann Hutchinson       | 83.779      | 57 % – 43 %                  |
| 2004 | Republikaner        | Jim Nussle           | 159.993     | Demokrat            | Bill Gluba           | 125.490     | 55 % – 44 %                  |
| 2006 | Demokrat            | Bruce Braley         | 113.724     | Republikaner        | Mike Whalen          | 89.471      | 56 % – 44 %                  |
| 2008 | Demokrat            | Bruce Braley         | 178.229     | Republikaner        | David Hartsuch       | 99.447      | 64 % – 35 %                  |
| 2010 | Demokrat            | Bruce Braley         | 103.931     | Republikaner        | Ben Lange            | 99.976      | 49 % – 48 %                  |
| 2012 | Demokrat            | Bruce Braley         | 222.422     | Republikaner        | Ben Lange            | 162.465     | 57 % – 42 %                  |
| 2014 | Republikaner        | Rod Blum             | 147.513     | Demokrat            | Pat Murphy           | 140.086     | 51 % – 49 %                  |
| 2016 | Republikaner        | Rod Blum             | 206.903     | Demokrat            | Monica Vernon        | 177.403     | 53,7 % – 46,1 %              |
| 2018 | Demokrat            | Abby Finkenauer      | 170.342     | Republikaner        | Rod Blum             | 153.442     | 50,96 % – 45,91 %            |
| 2020 | Republikaner        | Ashley Hinson        | 211.679     | Demokrat            | Abby Finkenauer      | 200.893     | 51,3 % – 48,7 %              |

## Wahlen ab 2002

### 2002
| Partei        | Partei          | Kandidat       | Stimmen | %      |
| ------------- | --------------- | -------------- | ------- | ------ |
|               | Republican      | Jim Nussle     | 112.280 | 57,15  |
|               | Democratic      | Ann Hutchinson | 83.779  | 42,65  |
|               |                 | Andere         | 396     | 0,20   |
| Gesamtstimmen | Gesamtstimmen   | Gesamtstimmen  | 196.455 | 100,00 |
| Turnout       |                 |                |         |        |
|               | Republican hold |                |         |        |

### 2004
| Partei        | Partei          | Kandidat      | Stimmen | %      |
| ------------- | --------------- | ------------- | ------- | ------ |
|               | Republican      | Jim Nussle*   | 159.993 | 55,16  |
|               | Democratic      | Bill Gluba    | 125.490 | 43,26  |
|               | Libertarian     | Mark Nelson   | 2.727   | 0,94   |
|               | Unabhängiger    | Denny Heath   | 1.756   | 0,61   |
|               |                 | Andere        | 88      | 0,03   |
| Gesamtstimmen | Gesamtstimmen   | Gesamtstimmen | 290.054 | 100,00 |
| Bet.          |                 |               |         |        |
|               | Republican hold |               |         |        |

### 2006
|               | Democratic                      | Bruce Braley       | 114.322 | 55,06  |
|               | Republican                      | Mike Whalen        | 89.729  | 43,22  |
|               | Pirate Party                    | James Hill         | 2.201   | 1,06   |
|               | Libertarian                     | Albert W. Schoeman | 1.226   | 0,59   |
|               |                                 | Andere             | 143     | 0,07 % |
| Gesamtstimmen | Gesamtstimmen                   | Gesamtstimmen      | 207.621 | 100,00 |
| Turnout       |                                 |                    |         |        |
|               | Democratic gain from Republican |                    |         |        |

### 2008
| Partei        | Partei          | Kandidat       | Stimmen |        |
| ------------- | --------------- | -------------- | ------- | ------ |
|               | Democratic      | Bruce Braley*  | 186.991 | 64,56  |
|               | Republican      | David Hartsuch | 102.439 | 35,37  |
|               |                 | Andere         | 199     | 0,07 % |
| Gesamtstimmen | Gesamtstimmen   | Gesamtstimmen  | 289.629 | 100,00 |
| Bet.          |                 |                |         |        |
|               | Democratic hold |                |         |        |

### 2010
| Partei        | Partei          | Kandidat          | Stimmen | %      |
| ------------- | --------------- | ----------------- | ------- | ------ |
|               | Democratic      | Bruce Braley*     | 104.428 | 49,52  |
|               | Republican      | Ben Lange         | 100.219 | 47,52  |
|               | Libertarian     | Rob Petsche       | 4.087   | 1,94   |
|               | Unabhängiger    | Jason A. Faulkner | 2.092   | 0,99   |
|               |                 | Andere            | 76      | 0,04   |
| Gesamtstimmen | Gesamtstimmen   | Gesamtstimmen     | 210.902 | 100,00 |
| Bet.          |                 |                   |         |        |
|               | Democratic hold |                   |         |        |

### 2012
| Partei        | Partei          | Kandidat             | Stimmen | %      |
| ------------- | --------------- | -------------------- | ------- | ------ |
|               | Democratic      | Bruce Braley*        | 222.422 | 54,90  |
|               | Republican      | Ben Lange            | 162.465 | 40,10  |
|               | Unabhängiger    | Gregory Hughes       | 4.772   | 1,18   |
|               | Unabhängiger    | George Todd Krail II | 931     | 0,23   |
|               |                 | Andere               | 259     | 0,06 % |
| Gesamtstimmen | Gesamtstimmen   | Gesamtstimmen        | 405.110 | 100,00 |
| Bet.          |                 |                      |         |        |
|               | Democratic hold |                      |         |        |

### 2014
|               | Republican                      | Rod Blum      | 145.383 | 51,18  |
|               | Democratic                      | Pat Murphy    | 138.335 | 48,70  |
|               |                                 | Andere        | 348     | 0,12 % |
| Gesamtstimmen | Gesamtstimmen                   | Gesamtstimmen | 284.066 | 100,00 |
|               | Republican gain from Democratic |               |         |        |

### 2016

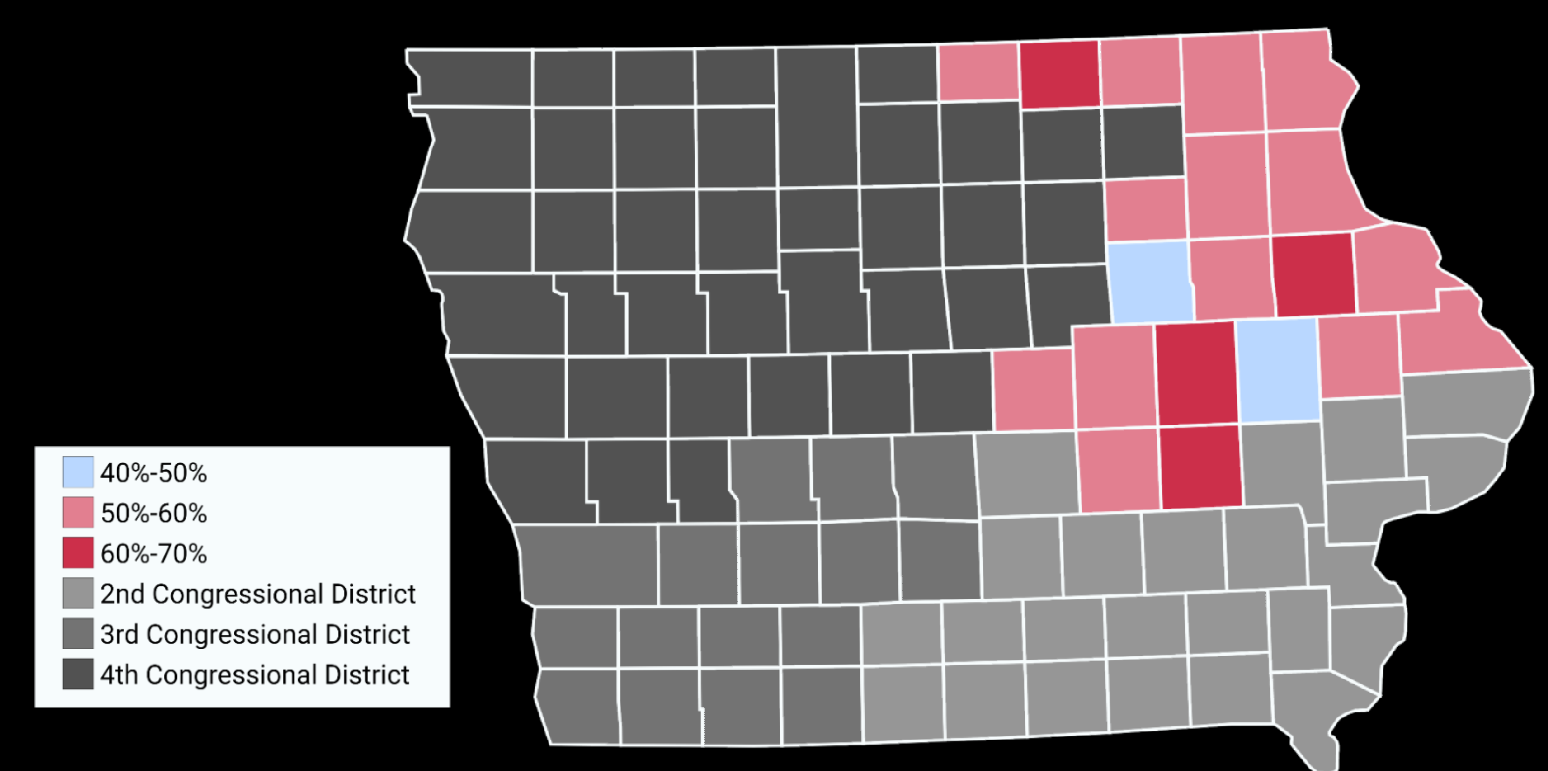
Die Karte zeigt die Ergebnisse der Kongresswahl 2016 in den einzelnen Countys im 1. Kongresswahlbezirk von Iowa

| Partei        | Partei          | Kandidat      | Stimmen | %      |
| ------------- | --------------- | ------------- | ------- | ------ |
|               | Republican      | Rod Blum      | 206.903 | 53,7   |
|               | Democratic      | Monica Vernon | 177.403 | 46,1   |
|               |                 | Andere        | 671     | 0,2 %  |
| Gesamtstimmen | Gesamtstimmen   | Gesamtstimmen | 384.977 | 100,00 |
|               | Republican hold |               |         |        |

### 2018
| Partei        | Partei                          | Kandidat        | Stimmen | %      |
| ------------- | ------------------------------- | --------------- | ------- | ------ |
|               | Democratic                      | Abby Finkenauer | 170.342 | 50,96  |
|               | Republican                      | Rod Blum        | 153.442 | 45,91  |
|               | Libertarian                     | Troy Hagemann   | 10.285  | 3,08   |
|               |                                 | Andere          | 174     | 0,05 % |
| Gesamtstimmen | Gesamtstimmen                   | Gesamtstimmen   | 334.243 | 100,00 |
|               | Democratic gain from Republican |                 |         |        |

### 2020
| Partei        | Partei                          | Kandidat        | Stimmen | %      |
| ------------- | ------------------------------- | --------------- | ------- | ------ |
|               | Republican                      | Ashley Hinson   | 211.629 | 51,3   |
|               | Democratic                      | Abby Finkenauer | 200.893 | 47,3   |
| Gesamtstimmen | Gesamtstimmen                   | Gesamtstimmen   | 412.522 | 100,00 |
|               | Republican gain from Democratic |                 |         |        |